# Christian Wilibald von Goldacker
Christian Wilibald von Goldacker, modernisiert auch Christian Willibald von Goldacker (* 21. Januar 1721 in Weberstedt; † 2. April 1801 in Langensalza), war ein kursächsischer Generalmajor.

## Leben

### Herkunft
Christian Wilibald war Angehöriger des thüringischen Adelsgeschlechts von Goldacker. Seine Eltern waren der kursächsische Generalmajor Julius Augustus von Goldacker (1673–1740) und Anna Dorothea von Uetterodt a.d.H. Ortleben.

### Laufbahn
Goldacker trat 1741 als Kornett in die Karabinier-Garde ein. Im Regiment avancierte er 1742 zum Leutnant, 1746 zum Stabsrittmeister, 1747 zum Rittmeister, 1760 zum Oberstleutnant, 1767 zum Oberst sowie schließlich 1778 zum Generalmajor und Generalinspekteur. Im Jahre 1779 übernahm er als Chef das Chevaulegerregiment C II von 1734/1. Er hat an den Schlesischen Kriegen und dem Bayerischen Erbfolgekrieg teilgenommen. 1788 hat Goldacker seinen Abschied mit Pension erhalten.

### Familie
Goldacker heiratete am 30. November 1752 in Warschau Anna Adelgunde von Hamilton (1731–1807). Aus der Ehe sind neun Kinder hervorgegangen:
- Christian August Johann (* 1. September 1753; † 1826)[2], kursächsischer Generalmajor
- August Alexander (1757–1759)
- Heinriette Sophia (* 4. September 1760)
- Johann Friedrich (* 12. Februar 1765), kursächsischer Leutnant
- Heinriette Friederica (* 1771)
- Heinrich Wilibald Franciscus (* 6. Februar 1759; † 1814), kursächsischer Rittmeister
- Christiane Wilhelmine Adelgunde (1759–1765)
- Constantin Johann Ludwig (* 31. Dezember 1761)
- Wilhelmine Charlotte Friederica (* 1768)